# پیر هانون

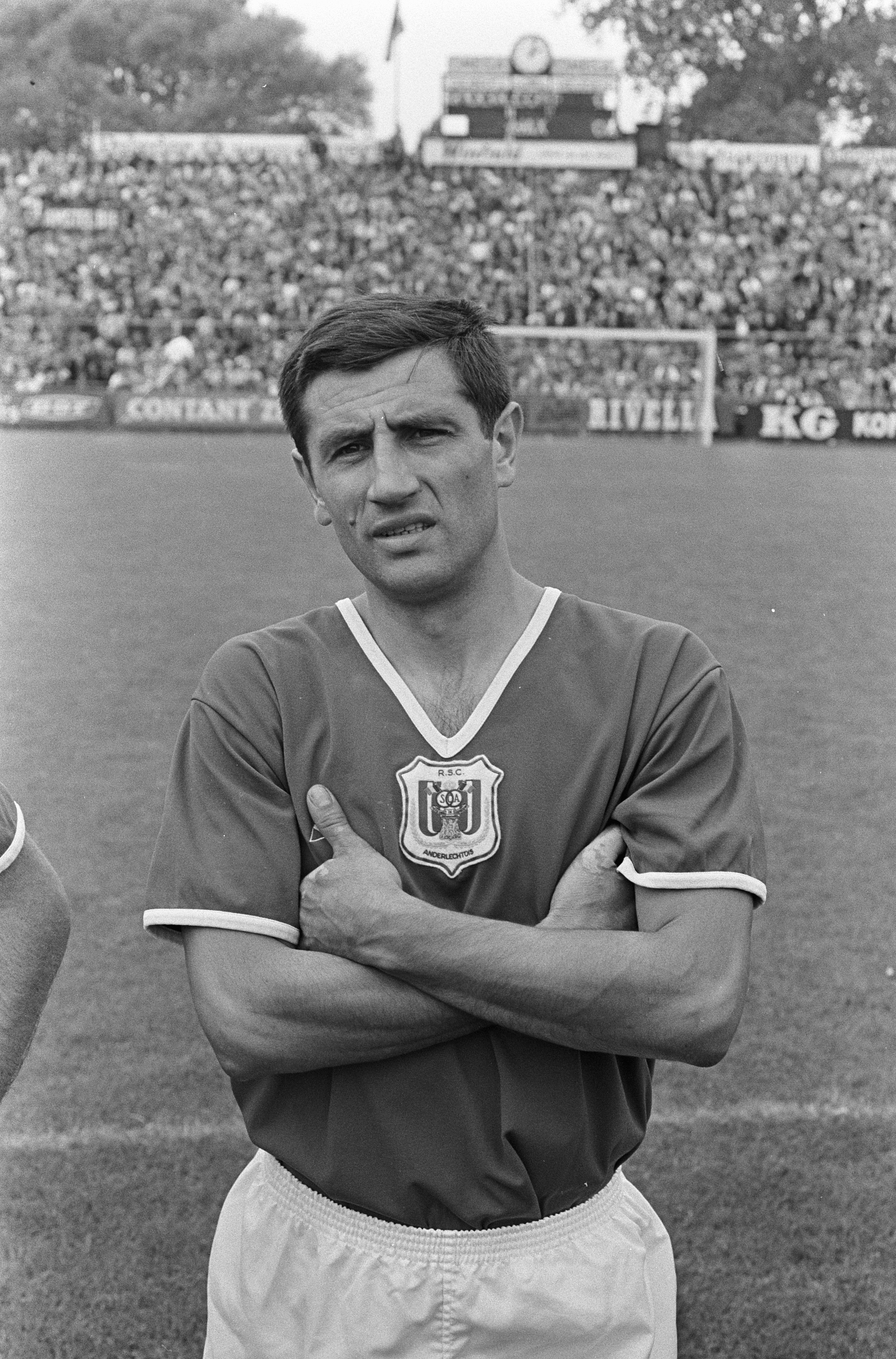
پیر هانون

پیر هانون (به انگلیسی: Pierre Hanon) بازیکن فوتبال اهل بلژیک و عضو تیم ملی فوتبال بلژیک است که در تاریخ ۱۴ اکتبر ۱۹۵۶ میلادی اولین بازی ملی‌اش را مقابل تیم ملی فوتبال هلند انجام داد. او در ۴۸ بازی ملی حضور داشت و جمعاً ۴۲۵۹ دقیقه برای تیم ملی فوتبال بلژیک به میدان رفت. پیر هانون آخرین بازی ملی خود را در تاریخ ۱۹ اکتبر ۱۹۶۹ میلادی در برابر تیم ملی فوتبال یوگسلاوی انجام داد. وی در بازی‌های ملی‌اش ۳ گل به ثمر رساند.